# Ryggåsstuga

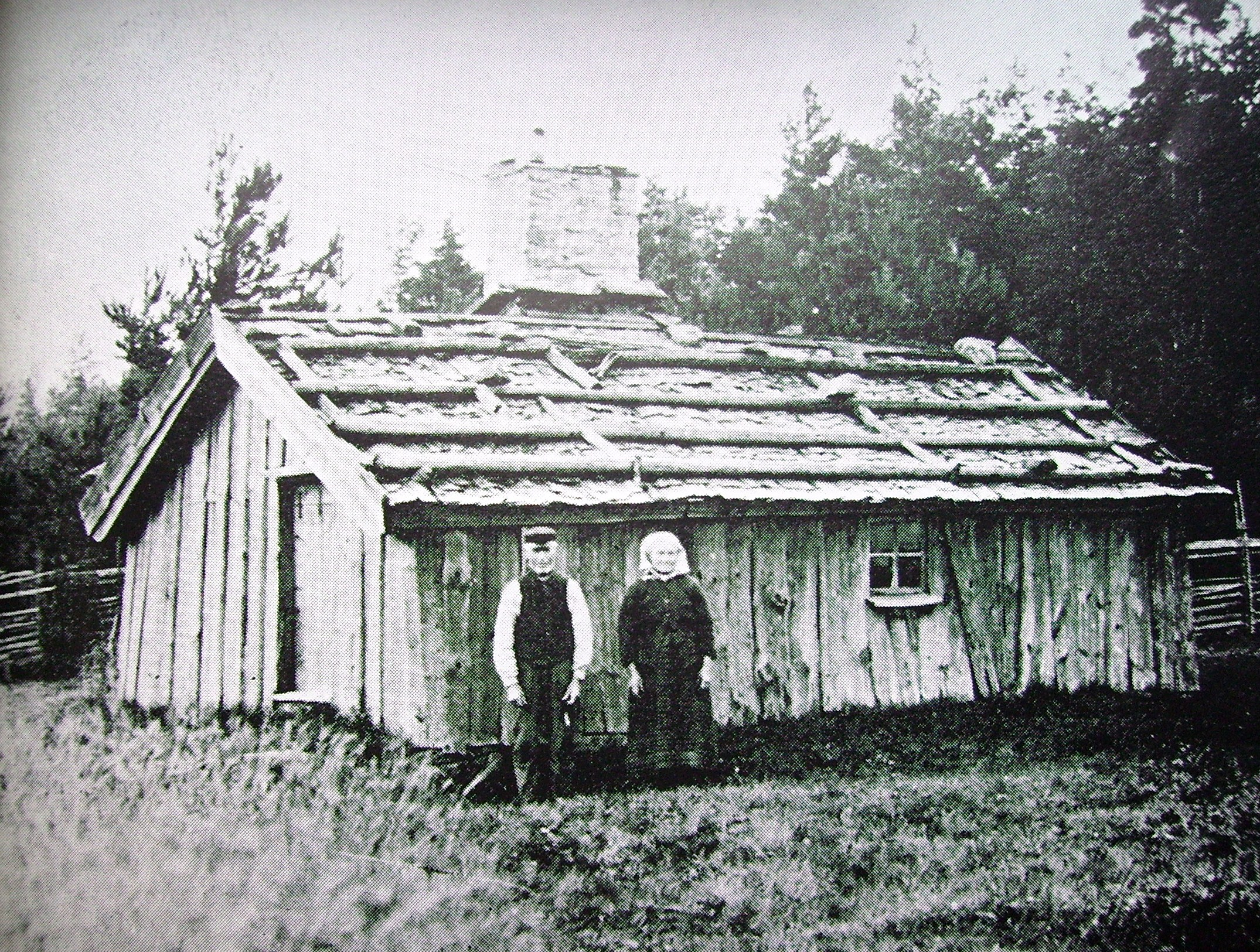
Ryggåsstuga i Västergötland. Foto: Borås museum.

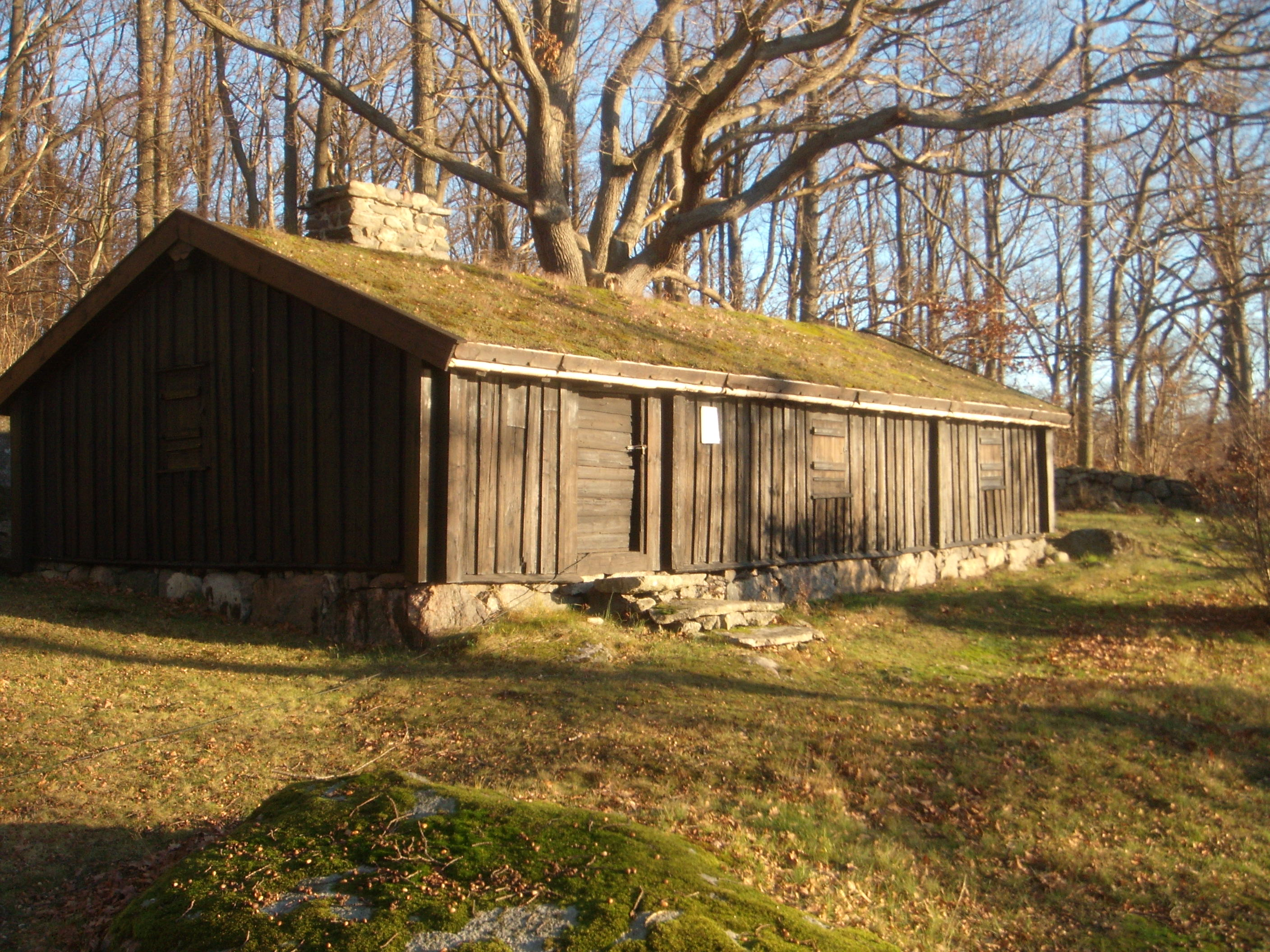
Ryggåsstuga från Vämöparken, Karlskrona.

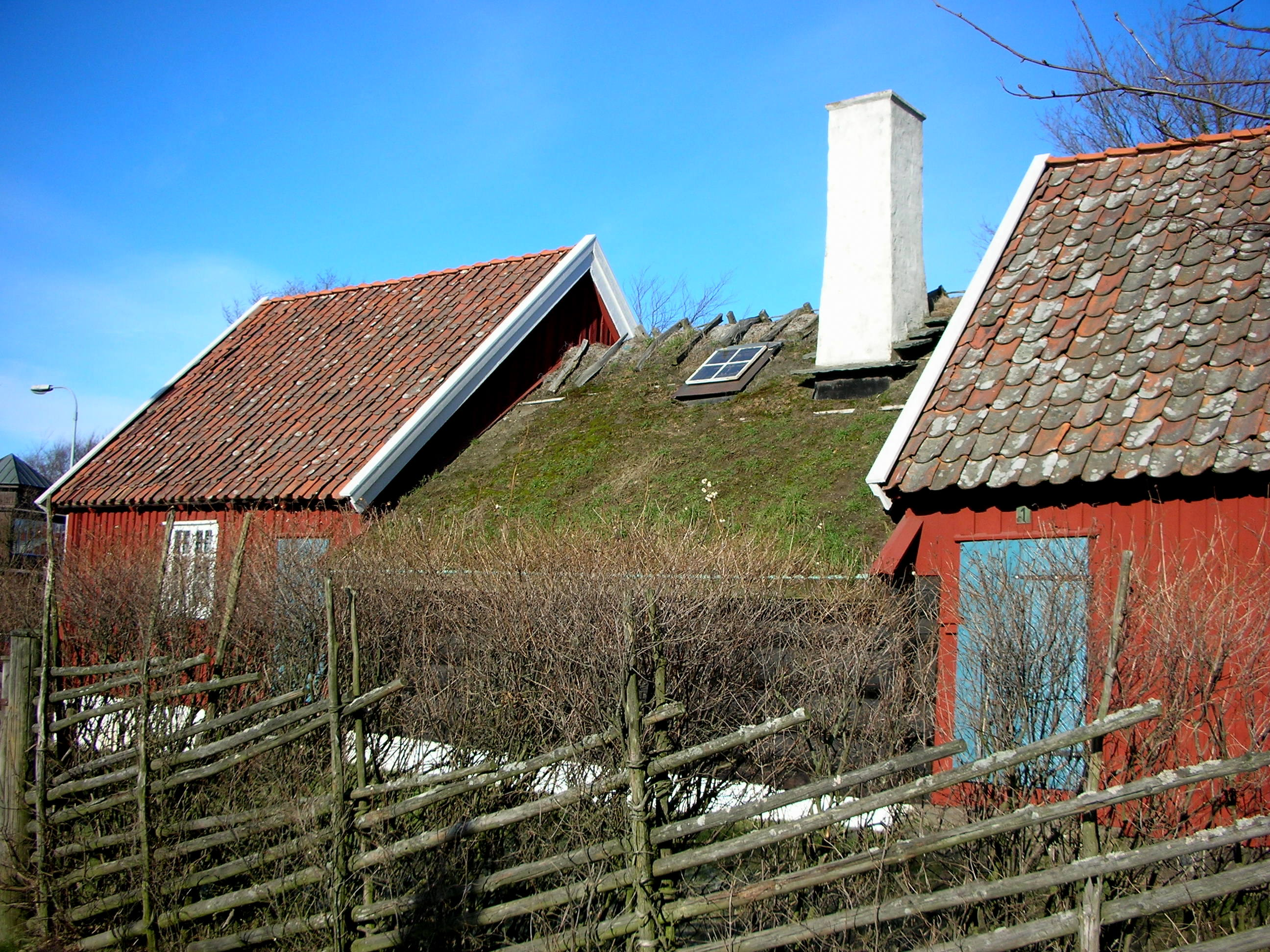
Bexellska stugan i Varberg.

En ryggåsstuga , eller bålestuga eller högloftsstuga, är ett envåningshus utan innertak och var den i Norden under äldre tider vanliga formen av bostadshus för allmogen. 
I sin enklaste form har ryggåsstugan bibehållit sig i de i Dalarna och Norrland förekommande eldhusen eller störhusen i fäbodvallarna. Ryggåsstugans tak vilar upptill på ryggåsen, som sträcker sig mellan gavelrösten, nedtill på långväggarnas översta stockvarv, de så kallade väggbanden eller hammarbanden. Vartdera takfallet bärs upp av en sidoås, av sparrar eller av båda tillsammans. Takets branthet varierar något beroende på taktäckningen. Som regel har de haft stock eller färg(näver)tak men även torvtak eller halmtak har förekommit. I sydöstra Sverige har en kombination av halm och torv varit det vanliga. Husen är oftast utförda i knuttimmer även om skiftesverk förekommer (på Öland och Gotland). I högtidslag pryddes det, liksom väggarna, ibland med målade bonader. 
En annan benämning på ryggåsstuga är högstuga, syftande på den höga, ända till ryggåsen öppna formen. Även kroppåsstuga (i Dalarna) samt bålastuga (i Halland) och sparrstuga förekommer. En kvarleva av det gamla eldhusets takhål, lyre eller ljore, varigenom en svag dager trängde in, finns i den sydsvenska ryggåsstugans visserligen med glas försedda takfönster och i den härjedalska stugans ljara, som tillslöts med en lös trälucka. 
Lyre eller ljor (fornnordiska ljóri) var en öppning mitt i taket för belysning och samtidigt även för röken. Ljoren förekom alltså blott i stugor utan innantak och står i samband med eldstadens plats mitt på golvet. När denna flyttades och försågs med skorsten, försvann även ljoren eller byttes ut mot ett takfönster. Ljor kan anträffas i gammaldags fäbodvallstugor i några nordliga landskap och även i Norge och på Färöarna.
På 1700-talet började de egentliga ryggåsstugorna försvinna alltmer. Det blev då brukligt att förse rummet med ett undertak eller innertak, till en början av bruten, sedan av platt form. Emellertid har ryggåsstugan i enstaka fall behållit sig till senare tid. På Skansen finns sådana stugor från flera landskap. Man kan i dessa i studera dessa bostäders utveckling i olika varianter.
En variant på ryggåsstugan är den så kallade högloftsstugan, som består av en lägre ryggåsstuga sammanbyggd på vardera sida med högre härbren.